# 아르마타 다용도 전투 플랫폼
"Armata" 다용도 전투 플랫폼("Armata" Universal Combat Platform )(러시아어: Армата)은 러시아의 차세대 기갑차량 플랫폼 프로젝트이다. 아르마타 플랫폼은 T-14, T-15, 전투공병전차, 구난전차, 중장갑차, 전차지원전투차량, 2S35 Koalitsiya-SV를 포함한 몇몇 종류의 자주포의 기초가 되는 동일한 차체의 코드네임이다. 이것은 또한 포병, 방공, NBC방호 체계에도 쓰일 예정이다. 새로운 "아르마타" 기갑 플랫폼은 러시아군의 오래된 주력전차와 APC들이 대체할 것으로 보인다.
서방 언론들은 이 전차는 NATO의 것과 대등하거나 혹은 그이상으로 설계됐을 것이라 본다.

## 명칭의 유래
이 전투 플랫폼은"차세대 통합 장갑 전투 플랫폼"으로 공식적으로 지정되었다. "아르마타(Armata)"라는 명칭은 라틴어로 전쟁무기를 의미하며 14세기 러시아의 총의 대한 단어인 arma , 와 고대 그리스어로 "이륜 전차"를 의미하는"Arma"에서 유래되었다. 이것은 "Armada" 로 기자들에 의해 몇번 잘못 전달되었다.

## 개발
아르마타 전투 플랫폼은 2009년 Uralvagonzavod의 본사가 위치한 니즈니타길 에서 설계, 개발되기 시작했다. 아르마타 전투 플랫폼을 기초로한 중장갑 플랫폼의 프로토타입이 2013년 9월 Nizhny Tagil에서 개최된 러시아 군사 엑스포(Russian Arms Expo)의 방위산업 전시회에서 시연되었다.2014년 11월에 2S35 Koalitsiya-SV 자주포가 시범을 보였다.
처음으로 대중에게 선을 보인것은 2015년 모스크바 승리의날 퍼레이드에서이다.
2,300여대의 주력전차가 2020년까지 배치될것으로 기대되고. 우랄 열차공장은 매년 500여대의 T-14 아르마타를  생산할 계획이다.

## 변종
- T-14: 주력전차.[22][23] 코드명"Object 148".
- T-15: heavy IFV.[24] 코드명"Object 149".
- BM-2 (TOS-2): 근거리 로켓포대[23]
- 2S35 Koalitsiya-SV: 자주포[8][23] 그러나, 2015 모스크바 승리의날 퍼레이드에서는 아르마타 플랫폼이 아닌T-90 기반의 6륜플랫폼으로 공개되었다.[7][25]
- BREM-T T-16: 구난전차[23]
- 2S12A Sani ,2B11 Sani.[26]

## 운용국
- 러시아[1]

## 같이 보기
- T-72
- T-80
- T-90
- Typhoon (AFV family)